# سیارک ۳۵۲۶
سیارک ۳۵۲۶ (به انگلیسی: 3526 Jeffbell، نامگذاری:1984CN) سه هزار و پانصد و بیست و ششمین سیارک کشف شده‌است که در ۵ فوریه ۱۹۸۴ کشف شد.
قدر مطلق سیارک برابر ۱۲٫۱۰ است.